# 藤本七海
藤本七海（ふじもと ななみ，1995年2月27日—）是出身於日本大阪的女演員。屬於Stardust Promotion的成員。

## 簡歷
在創叡タレントスクール上課。血型是A型。身高135公分(以上是天才兒童MAX網頁上的資料，但在2006年5月10日播出的紙飛機達陣賽中,她本人說身高是138公分。)最愛的食物是章魚燒和大阪燒。最近似乎迷上了竹輪魚捲。
2002年，タカラ的『アイドルリカちゃん 新メンバーオーディション』中獲得最優秀獎，之後也開始販售以她為模特兒的洋娃娃。從2005年開始在受歡迎的電視節目天才兒童MAX擔任TV戰士演出中。她所屬的事務所同時也是TV戰士de・Lencquesaing望・Barnes勇氣的所屬事務所，另外在2007年預定上映由她參與演出的2部電影，是令人期待今後活躍的童星之一。

## 天才兒童MAX
- 一直線的前髪與獨特的關西口音，加上「即使到現在還是會尿床」、「到目前為止向我告白過的大約有50個人左右」等爆炸性發言，帶給觀眾們強烈的衝擊。
- 2005年在以她出身地大阪為舞台的『天TV連續劇』『サムネタ男とタコヤキ娘』中擔任主角。與間寛平一起演出，表演短劇等。
- 如同象徵「大阪＝喜劇」的印象般，在『お笑いゆ～げん会社』中擔任固定班底演出。
- 2006年『紙飛機達陣賽』中作為「キタカワチ・イチカバチカ」隊的成員參賽，（七海的名字號碼布上的號碼是73）。以必殺技「たこ焼きビーム(章魚燒光線)」作為武器，獲得了良好成績。另外以「紙飛機達陣賽女神」的寶座為目標，與「ムサシ・ジョウネッツ」隊所屬的「現女神」川崎樹音成為了競爭對手。
- 2006年『這裡是「週刊優克迪爾」編輯部』中，以「母は予言者！！(母親是預言者！！)」為題，表示自己的母親每次的預言都很準，例如說了「危險，走廊很滑，會跌倒的！」之後，七海就真的跌倒了。以及在晴天叫七海帶雨傘出門，七海發現這天真的就下起雨來了。

## 電視劇
- 《財政の天才　幕末を駆ける》（2004年、NHK總合）
- 《天才兒童MAX》（2005年～演出中、NHK教育）
- 《無家可歸的中學生》（2008年7月12日、富士電視台）飾演 濱理恵
- 《惡作劇之吻～Love in TOKYO》飾演 小森純子

## 電影
- 《にくめ、ハレルヤ！》（2006年）　飾演 サキ
- 《みづうみ》（2007年）　飾演 藤原夕美
- 《子猫の涙》（2008年1月）　飾演 治子
- 《奈緒子》（2008年2月）
- 《カンフーくん》（2008年3月）
- 《七つまでは神のうち》（2011年8月）
- 《惡之教典》（2012年11月）飾演 林美穂
- 《さよなら渓谷》（2013年6月22日）飾演 水谷夏見(高中時代)

## 廣告
- 「エステアイドルななみちゃん」（タカラ）
- 「リカちゃんアイドル カフェ」（タカラ）
- 「デリバリーリカちゃん」（タカラ）
- 「除菌イオン」（夏普）
- 「ハリウッド・ハロウィン」（日本環球影城）
- 「SO903i」（索尼愛立信）

## 雜誌
- 「PurePure ピュアピュア」（辰巳出版）
- 「レモンティーンプラス」（バウハウス）

## 外部連結
- 官方個人簡介 （页面存档备份，存于）
- 官網 （页面存档备份，存于）